# Самантасімха
Самантасімха (гінді सामंत सिंह; д/н — 1192) — магараджа Медапати (Мевару) в 1183—1188 роках. Відомий також як Самант Сінґх.

## Життєпис
Походив з династії Гухілотів, старшої гілки Равал. Син Кшемасімхи. 1172 року разом з батьком брав участьу повстанні проти свого зверника — Аджаяпали Соланки, магараджахіраджи Гуджари, якому завдав поразки. Проте невдовзі Медапату було атаковано Прахладаною Парамара, магараджею Арбу і васалом Гуджара, від якого Самантасімха зазнав поразки. Невдовзі за наказом Аджаяпали проти магараджи Медапати виступив Келганадева Чаухан, магараджа Наддули і васал Гуджари, який завдав поразки Кшемасімхи, захопивши князівство Меданта. Але Самантасімха продовжив боротьбу, відвоювавши 1179 року столицю Ахар та фортецю Читтор. З цього часу був фактичним правителем держави.
1183 року після смерті Кшемасімхи офіційно посів трон. Втім ймовірно продовжував спроби домогти незалежності від держави Гуджара. 1188 року Бгіма II Соланка, маграджахіраджа Гуджара, виступив проти Самантасімхи, якому завдав тяжкої поразки, захопивши Читтор. Тут поставлено було при владі Кумарасімху, брата Самантасімхи.
Повалений володар відступив до Ваґаду, де отримав допомогу від свого швагера Прітхвіраджи III Чаухан, магараджахіраджи Сакамбхарі. Боротьба тривала до 1189 року, але відвоювати Читтор не вдалося. Був визнаний князем Ваґади. 1192 року брав участь в складі військ Прітхвіраджи III у Другій битві при Тараїні, де індустська коаліція зазнала поразки від султана Мухаммада Ґорі. Самантасімха загинув в бою.